# سبيدر ويب
سبيدر ويب (بالإنجليزية: Spider Webb)‏ هو عازف جاز أمريكي، ولد في 15 يونيو 1944 في ديترويت في الولايات المتحدة.

## وصلات خارجية
- سبيدر ويب على موقع IMDb (الإنجليزية)
- سبيدر ويب على موقع ميوزك برينز (الإنجليزية)
- سبيدر ويب على موقع ديسكوغز (الإنجليزية)